# Kemenessömjén
Kemenessömjén è un comune dell'Ungheria di 631 abitanti (dati 2001). È situato nella contea di Vas.